# Il rally dei campioni
Il rally dei campioni (On Any Sunday) è un film documentario del 1971 diretto da Bruce Brown.
È un film documentario statunitense con Steve McQueen. Ottenne una nomination ai premi Oscar nella categoria miglior documentario. Il documentario segue piloti di moto e appassionati di corse motociclistiche (tra cui lo stesso McQueen). Ebbe un seguito nel 1981, On Any Sunday II.

## Produzione
Il film, diretto da Bruce Brown, fu prodotto da Robert Bagley, Bruce Brown e, non accreditato, da Steve McQueen per la Solar Productions (società di McQueen) e girato in varie località in California, nell'Ohio, nello Utah e nell'Indiana con un budget stimato in 313.000 dollari.

## Distribuzione
Il film fu distribuito con il titolo On Any Sunday negli Stati Uniti dal 28 luglio 1971 dalla Monterey Media.
Alcune delle uscite internazionali sono state:
- in Svezia il 23 maggio 1972
- in Danimarca l'8 dicembre 1972 (Motor-cross - hver søndag)
- in Portogallo il 2 luglio 1976 (As Motos do Inferno e As Motas Infernais)
- in Argentina il 14 ottobre 1976
- in Venezuela (El rally de los campeones)
- in Brasile (Num Domingo Qualquer e Um Domingo Sobre Moto)
- in Spagna (Prueba 1)
- in Germania Ovest (Teufelskerle auf heißen Feuerstühlen)
- in Italia (Il rally dei campioni)

## Promozione
Le tagline sono:
- "Take a trip at 265 mph".
- "A special BONUS in thrills!".
- "From Bruce Brown who made 'Endless Summer'".